# Пинбол

Пинбол. Мальмё 1989.

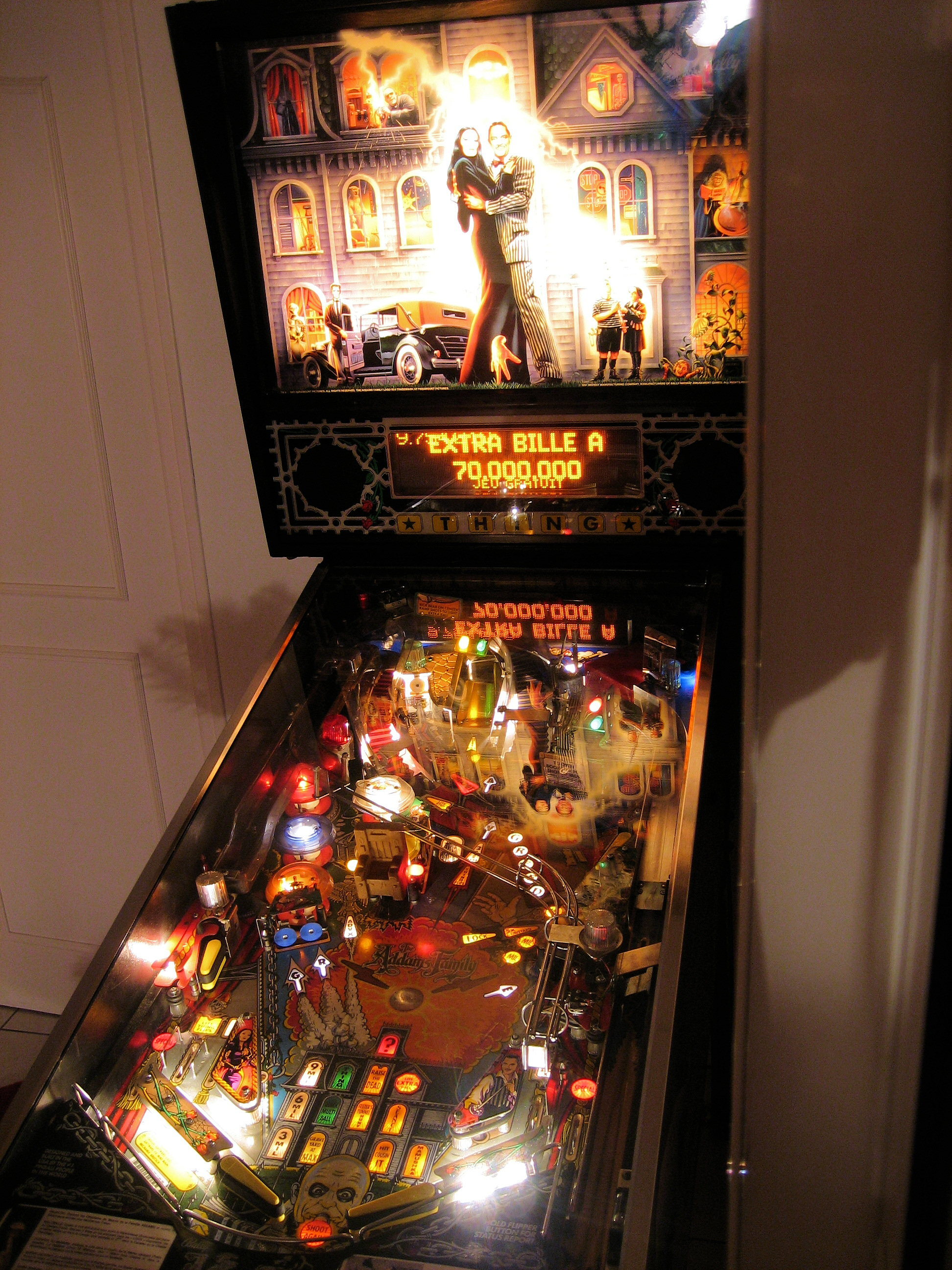
Электронная пинбол-машина

Пинбо́л (англ. pinball) — тип аркадной игры, в которой игрок набирает игровые очки, манипулируя одним или более металлическими шариками на игровом поле, накрытом стеклом (на пинбол-машине), при помощи лапок (флипперов). Основная цель игры — набрать настолько большое количество игровых очков, насколько это возможно. Вторая по важности цель — максимально увеличить длительность игры (при помощи экстра-шариков (англ. extra ball) и удержания шарика на игровом поле как можно дольше) и получить бесплатную игру (известную как replay).

## История пинбола

### Развитие игр на открытом воздухе
Происхождение пинбола связано с развитием многих других игр. Суть игр на открытом воздухе, заключавшаяся в катании шаров или камней на траве (бочче, боулз), преобразовалась: теперь следовало бить по шарам палкой (или битой) для достижения определенной цели (крокет, шаффлборд). Эти игры перешли внутрь помещений и проходили на столе (бильярд, карамболь) или на полу (боулинг). Настольные версии этих игр стали прародителями пинбола.

### Багатель
История пинбола начинается со времен правления французского короля Людовика XIV. Однажды кто-то из его современников додумался уменьшить бильярдный стол и натыкать в одном его конце булавок. С противоположной стороны игроки должны были кием выстреливать шар в их направлении — тот отскакивал от препятствий и попадал в лузы, обладавшие разной ценностью. Правильно рассчитывая углы отскока, мастера отправляли шары в нужные им отверстия, а сам процесс сильно напоминал карамболь. В 1777 году на одной из дворцовых вечеринок, проходивших в имении Шато Де Багатель, гостям предложили на пробу новое развлечение. Все остались довольны, и брат короля тут же назвал игру в честь своего поместья. «Bagatelle» (в переводе с фр. — «безделушка») пришлась по душе не только знати, но и простому народу, разойдясь по стране в короткий срок. Французские солдаты даже брали багатель с собой в поход, когда отправлялись в Америку воевать против британцев за свои колонии. Благодаря им игра распространилась и по Новому Свету, став там настолько популярной, что на её тему начали рисовать политические карикатуры.

### Рождение пинбола
В 1869 году британский изобретатель Монтегю Редгрейв поселился в Америке и создал мануфактуру по производству столов для игры в багатель в Цинциннати, штат Огайо. В 1871 году Редгрейв получил американский патент #115,357 «Усовершенствования в Багателле» (англ. «Improvements In Bagatelle»): отверстия, в которые надо попадать, заменены пружинами (бамперами, англ. bumpers), а кий в конце стола был заменен плунжером. Игрок запускал шар на наклоненное игровое поле при помощи плунжера, который стал составляющей частью всех пинбол-машин. Это нововведение сделало игру более удобной. Размеры стола стали меньше, а на верхней панели установлен счетчик очков. Нововведения Редгрейва признаны как официальное рождение пинбола.

### Развитие
В 1935 году Гарри Вильямс (англ. Harry E. Williams) изобрёл тилт-механизм — устройство контроля наклона и встряхивания стола. В 1943 году он основал компанию Williams Manufacturing Company, занимавшуюся разработкой и производством электромеханических развлекательных аппаратов и в частности пинбол-машин.
Электрифицированные отталкивающие стержни (катушки, бамперы) впервые появились в 1937 году на пинбол-автоматах Bumper, выпускаемых компанией Bally.
В 1947 году в пинбол-автомат Humpty Dumpty от компании D. Gottlieb & Co впервые были встроены флипперы (лопатки, подбрасывающие шарик), изобретение которых ознаменовало начало «золотой эры» пинбола, продлившейся всё последующее десятилетие.